# M. Lothaire
M. Lothaire je pseudonym skupiny matematiků, z velké části žáků Marcela-Paula Schützenbergera, pod kterým společně publikovali několik knih o kombinatorice slov. Pseudonym je odkazem na Lothara I. Franského.
Do skupiny patří
Jean-Paul Allouche,
Jean Berstel,
Valérie Berthé,
Veronique Bruyere,
Julien Cassaigne,
Christian Choffrut,
Robert Cori,
Maxime Crochemore,
Jacques Desarmenien,
Volker Diekert,
Dominique Foata,
Christiane Frougny,
Guo-Niu Han,
Tero Harju,
Philippe Jacquet,
Juhani Karhumäki,
Roman Kolpakov,
Gregory Koucherov,
Eric Laporte,
Alain Lascoux,
Bernard Leclerc,
Aldo De Luca,
Filippo Mignosi,
Mehryar Mohri,
Dominique Perrin,
Jean-Éric Pin,
Giuseppe Pirillo,
Nadia Pisanti,
Wojciech Plandowski,
Dominique Poulalhon,
Gesine Reinert,
Antonio Restivo,
Christophe Reutenauer, ,
Marie-France Sagot,
Jacques Sakarovitch,
Gilles Schaeffer,
Sophie Schbath,
Marcel-Paul Schützenberger,
Patrice Séébold,
Imre Simon,
Wojciech Szpankowski,
Jean-Yves Thibon,
Stefano Varricchio
a Michael Waterman.